# Rune Djurhuus
Rune Djurhuus (ur. 25 stycznia 1970 w Elverum) – norweski szachista i dziennikarz szachowy, arcymistrz od 1996 roku.

## Kariera szachowa
Od początku lat 90. należy do ścisłej czołówki norweskich szachistów, sześciokrotnie występując na szachowych olimpiadach (1988, 1990, 1992, 1994, 1996, 2006) oraz raz w drużynowych mistrzostwach Europy w roku 1989 w Hajfie, gdzie zdobył złoty medal za indywidualny wynik (7 pkt w 9 partiach) na VI szachownicy. W 1996 otrzymał, jako czwarty w historii (po Simenie Agdesteine, Jonathanie Tisdallu i Einarze Gauselu) zawodnik norweski, tytuł arcymistrza. Dziewięciokrotnie zdobywał medale w mistrzostwach kraju: 4 srebrne (1990, 1994, 2000, 2003) i 5 brązowych (1988, 1995, 1996, 1998, 1999).
W roku 1985 zdobył tytuł mistrza Norwegii juniorów. Do roku 1990 był etatowym reprezentantem kraju, trzykrotnie startując w mistrzostwach świata juniorów oraz czterokrotnie - w mistrzostwach Europy juniorów. Na przełomie 1990 i 1991 roku osiągnął duży sukces, zdobywając w Arnhem tytuł mistrza Europy juniorów (wyprzedzając w tabeli m.in. Władimira Kramnika i Loeka van Wely). W 1994 triumfował w kołowym turnieju w Gausdal, sukces ten powtarzając w latach 1995 (wraz z Einarem Gauselem) oraz 1996 (przed Andriejem Sokołowem). W 1999 podzielił II miejsce w otwartym turnieju w Kairze, natomiast w następnym roku - w openie w Bergen. W 2000 w Askerze podzielił (wraz z Simenem Agdesteinem) I miejsce w mistrzostwach Norwegii, ale w barażu uległ 0-2 i zdobył srebrny medal. W 2002 podzielił I miejsce w otwartym turnieju Troll Masters w Gausdal.
Najwyższy ranking w dotychczasowej karierze osiągnął 1 stycznia 1997 r., z wynikiem 2530 punktów dzielił wówczas 2-3. miejsce (za Simenem Agdesteinem, wspólnie z Einarem Gauselem) wśród norweskich szachistów.
Prowadzi szachowe kolumny w dziennikach Aftenposten i Adresseavisen.